# Schönecken
Schönecken est une commune allemande située en Rhénanie-Palatinat, au nord-ouest de Trèves, dans l'arrondissement d'Eifel-Bitburg-Prüm.

## Personnalités
- Christoph Mancke (1953-), sculpteur, est né à Schönecken.